# スクリーン駅
スクリーン駅（スクリーンえき）は、滋賀県彦根市高宮町樋ノ戸にある近江鉄道多賀線（彦根・多賀大社線）の駅である。駅番号はOR08。
SCREENホールディングス彦根事業所（開業時は大日本スクリーン製造彦根地区事業所）の敷地内に位置しているが、駅の乗降は従業員以外も可能。

## 歴史
旧・大日本スクリーン製造による請願駅で、従業員の通勤の利便性を目的として近江鉄道に駅設置を要望した。建設費約1億円は同社が全面的に負担した。
近江鉄道では企業従業員の利便性を図った駅としてほかにも京セラ前駅やフジテック前駅が存在する。

### 年表
- 2007年（平成19年）
  - 5月：大日本スクリーン製造が近江鉄道に駅新設を要請[8]。
  - 12月5日：着工[8]。
- 2008年（平成20年）3月15日：開業[1][2][3][7][9][10][11]。土田駅が1953年（昭和28年）に廃止されて以来、54年5か月ぶりの多賀線の中間駅となった。

## 駅構造

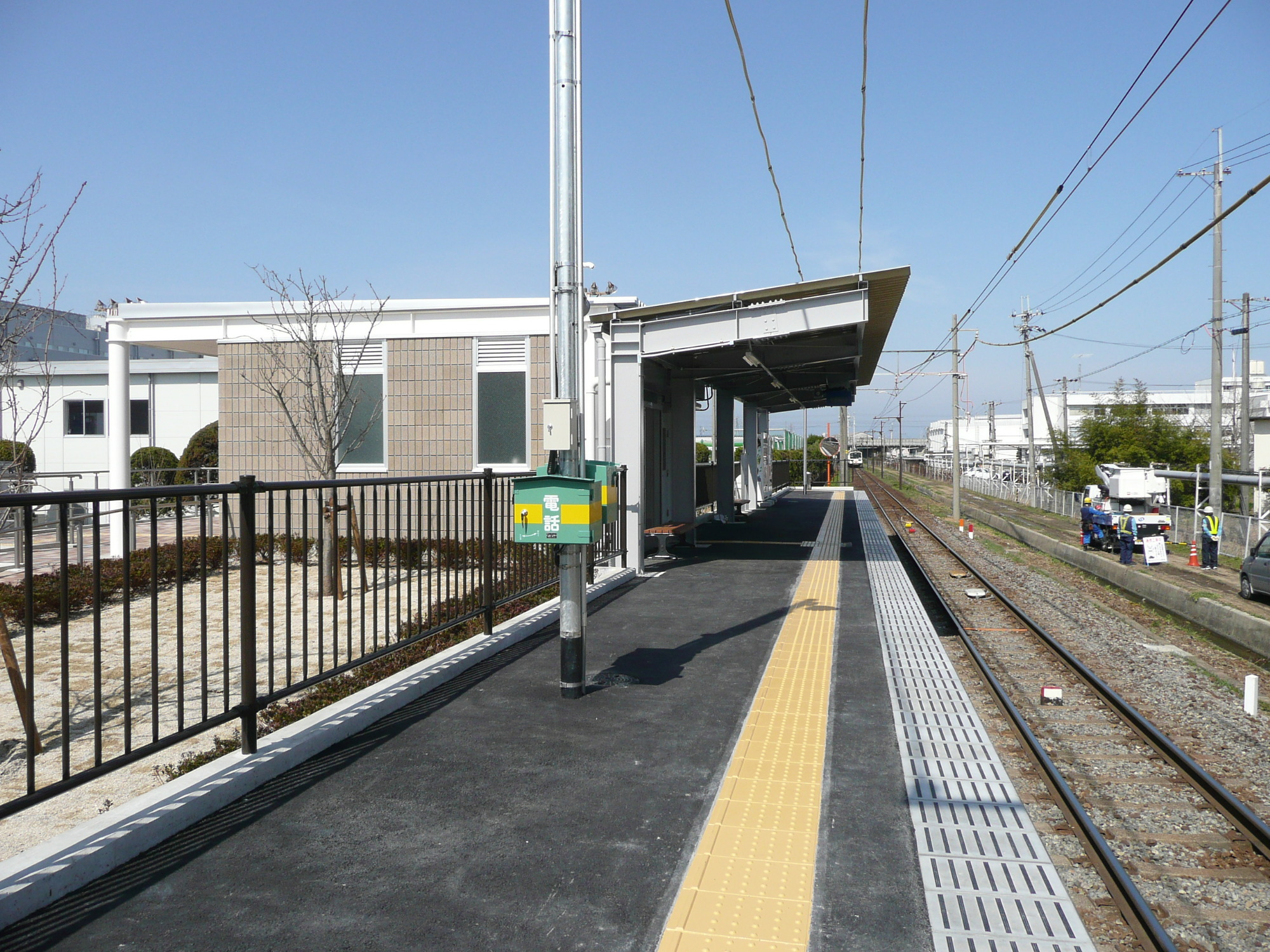
ホーム（2008年3月）

単式ホーム1面1線の地上駅。駅係員は通勤時間帯の平日朝のみ配置される。

## 利用状況
開業年度以降の1日平均乗車人員の推移は下記のとおり。（彦根市統計書による）
| 年度   | 1日平均 乗車人員 |
| ------ | ---------------- |
| 2007年 | 283              |
| 2008年 | 272              |
| 2009年 | 235              |
| 2010年 | 260              |
| 2011年 | 319              |
| 2012年 | 321              |
| 2013年 | 355              |
| 2014年 | 343              |
| 2015年 | 348              |
| 2016年 | 388              |
| 2017年 | 427              |
| 2018年 | 631              |
| 2019年 | 634              |

## 駅周辺
駅南側にSCREENホールディングス彦根事業所、駅北側にブリヂストン彦根工場があり、その西側を東海道新幹線が通る。バス停は南北に設けられているが、ともに駅から少し離れた所にある。
- SCREENホールディングス彦根事業所[5][6]
- ブリヂストン彦根工場
  - びわトープ（ビオトープ）[13]
- マルホ彦根工場
- 夏原工業彦根事業所
- 社会福祉法人青い鳥会 彦根学園
- 猿木神社[14]
- 滋賀県道224号多賀高宮線 - 駅から少し離れた北側を通る。
- 湖国バス「スクリーン」停留所（駅南側）、「ブリヂストン彦根工場」停留所（駅北側、滋賀県道224号線沿い）
- 犬上川

## 隣の駅
近江鉄道
■多賀線（彦根・多賀大社線）
高宮駅 (OR07)  - スクリーン駅 (OR08)  - 多賀大社前駅 (OR09)

### 記事本文